# Majid Pishyar
Majid Pishyar (Shiraz, 15 de Janeiro de 1955), é um homem de negócios Iraniano/Canadiano, CEO da holding com base no Dubai, 32Group.[carece de fontes?]
Nascido no seio de uma família de negócios de Shiraz, Majid Pishyar foi durante a sua juventude jogador de futebol do Esteghlal Football Club de Teerão na posição de defesa esquerdo, chegando mesmo a representar a selecção de sub-21 do seu país.[carece de fontes?] A necessidade de tomar conta dos negócios da família aliada à sua formação universitária (formado em Engenharia Cívil pela Universidade de Shiraz), levou-o a abandonar a carreira muito cedo. Alicerçado nos negócios do ramo imobiliário, criou a holding 32Group, empresa que se apresenta como um grupo com 32 áreas de negócio distintas e que vão da indústria alimentar, passando pelos negócios imobiliários, até ao comércio de energia, só para citar alguns.[carece de fontes?] Os mais badalados[parcial?] investimentos do grupo são a construção da Concorde Tower no Dubai, avaliado em 120 milhões de dólares e também o Dubai SnowDome, obra avaliada em 1 bilião de dólares, apresentada à imprensa em 2006, com prazo de inauguração em 2008 e que deu azo a muita controvérsia entre a 32Group e a empresa finlandesa Arctic encarregue do projecto, que consistia na construção no meio do deserto do Dubai de um gigantesco parque de ski e diversões.  A 32Group além da sede no Dubai possuí também representações em Nova Iorque, Paris e Genebra.

## Incursão no mundo do Futebol

### Admira Wacker
Pishyar começou a tornar-se conhecido no mundo ocidental quando em 17 de Dezembro de 2004 foi anunciado como o novo accionista maioritário do Admira Wacker, histórico clube austríaco a passar por graves dificuldades.[carece de fontes?] Pishyar apresentou-se com um discurso ambicioso em que prometia saldar as dívidas e em tornar o clube no Manchester United da Austria. O que depois aconteceu foi uma politica de contratações algo duvidosa aliada a uma gestão também considerada errática do clube, o que levou a que em Novembro de 2008, após ter sido relegado dois anos antes para a 2ª divisão, fosse considerado falido, fazendo Pishyar desistir do projecto.[carece de fontes?]

### Servette e Beira-Mar
Desiludido com o resultado da sua primeira incursão no mundo da gestão de clubes, em Setembro de 2008 faz nova tentativa, adquirindo a maioria do capital do histórico[parcial?] Servette da Suíça. O clube também passava por dificuldades e pela primeira vez na sua história disputava a 2ª divisão, desta vez as promessas ficaram-se pelo equilibrio financeiro e a subida de divisão, algo que veio a acontecer em 2011 frente ao Bellinzona no play-off final da 2ª Divisão. Entusiasmado com o feito Pishyar prometeu um Porsche a cada um dos jogadores ( o que nunca veio a acontecer) e o objectivo de vencer o titulo muito rapidamente, aos adeptos.
Perante o estado de graça em Agosto de 2011 torna-se accionista maioritário da nova SAD do S.C. Beira-Mar de Portugal, voltando aos discursos sonhadores dos primeiros tempos do Admira, durante essa época o Servette embora mostrasse boa forma no campeonato (no fim até se qualificou para a Liga Europa) começavam a se notar sinais de quebra financeira e é mesmo já em pré-falência que Pishyar vende em finais Fevereiro de 2012 o clube pela módica quantia de um euro a Hugh Quennec, dono da equipa de hoquei no gelo de Genebra.
Focando-se só no Beira-Mar, o clube batalhou durante a primeira época, conseguindo à justa salvar-se da descida, não a evitando no final da época de 2013/2014, agravada por bastantes críticas por parte dos adeptos devido aos seus métodos de gestão. Em Dezembro do mesmo ano Pishyar vendeu a sua participação ao italiano Omar Scafuro, gestor do grupo italiano Pieralisi embora neste momento corra em tribunal um pedido por parte da 32Group, para a restituição das acções por alegado não pagamento das mesmas por parte de Scafuro.
A compra por parte da 32Group da casa de joalharia suíça Gilbert Albert em 2012, causou bastante impacto nos meios da moda e joalharia internacional.
A 32Group e Pishyar são também, um dos principais impulsionadores da criação do novo mercado bolsista no Dubai.